# Garentreville
Garentreville település Franciaországban, Seine-et-Marne megyében. Lakosainak száma 123 fő (2022. január 1.). Garentreville Obsonville, Aufferville, Burcy, Chevrainvilliers és Guercheville községekkel határos.

## Népesség
A település népességének változása:
| Lakosok száma | 106  | 110  | 113  | 114  | 116  | 117  | 122  | 122  | 123  |
|               | 2013 | 2015 | 2016 | 2017 | 2018 | 2019 | 2020 | 2021 | 2022 |